# ذبیح الله کریمی
ذبیح الله کریمی (زاده ۱۳۴۲،فارسان) سیاست‌مدار ایرانی است، که در دوره چهارم مجلس شورای اسلامی به‌عنوان نماینده حوزهٔ انتخابیهٔ شوشتر، از استان خوزستان در مجلس شورای اسلامی حضور داشت.